# Тимотей Мъгленски
Тимотей (на гръцки: Τιμόθεος, Тимотеос) е гръцки духовник, митрополит на Вселенската патриаршия.

## Биография
През януари 1798 година е избран и по-късно ръкоположен за мъгленски митрополит в Емборе. Умира в 1824 година.